# Cerovlje
Cerovlje (em italiano:  Cerreto) é um município da Croácia, situado no condado da Ístria. Tem 105 km² de área e sua população em 2011 foi estimada em 1.677 habitantes.